# فيليجو أهو
فيليجو أهو (بالفنلندية: Viljo Aho)‏ (2 نوفمبر 1932 – 23 فبراير 2013) هو ملاكم فنلندي راحل، مثّل بلاده في الألعاب الأولمبية الصيفية 1960.

## روابط خارجية
فيليجو أهو على موقع أوليمبيديا (الإنجليزية)